# Едуард Джеймс Олмос
Едуард Джеймс Олмос (на английски: Edward James Olmos) е мексикано-американски театрален и филмов актьор, продуцент и режисьор, носител на „Еми“, „Сатурн“ и две награди „Златен глобус“, номиниран е за награди „Тони“ и „Оскар“. Известни продукции с негово участие са филмите „Блейд Рънър“, „Триумф на духа“, „Горящият сезон“, „Селена“, „Бевърли Хилс Чиуауа“, „Два патлака“ и сериалите „Маями Вайс“, „Докоснат от ангел“, „Западното крило“, „Бойна звезда: Галактика“ и „Декстър“. От 1992 г. има звезда на Холивудската алея на славата.

## Биография
Едуард Джеймс Олмос е роден на 24 февруари, 1947 г. в Лос Анджелис, Калифорния, в семейството на Педро и Елинор Олмос. Баща му, който работи в кланица и като заварчик е емигрант от Мексико, а майка му е американка от мексикански произход. Едуард има по-възрастен брат на име Питър и по-млада сестра на име Елинор. Когато е на осем години родителите му се развеждат.
За да избегне попадането в улични банди започва да тренира бейзбол. На четиринадесет години печели детския шампионат по бейзбол на щата Калифорния. В този период Едуард пее и свири на пиано. През 1961 г. се присъединява и става вокал на групата „Пасифик Оушън“ (Pacific Ocean). Олмос казва: „бях ужасен певец, но все пак можех да крещя и да танцувам“. В средата на 60-те години групата свири в клубове в Лос Анджелис, а през 1968 г. издават албум на име „Чистилище“ (Purgatory).
През 1964 г. завършва гимназията в Монтебело, от 1966 до 1968 учи в Източния Лосанджелиски колеж, а след това в Университета на щат Калифорния.
През 1971 г. се жени за първата си съпруга Каижа Кийл, с която имат двама сина на имена Мико (р. 1972) и Боди (р. 1975). Те се развеждат през 1992 г. През 1994 г. се жени за актрисата Лорейн Брако. Двойката се развежда през 2002 г., а скоро след развода им, през същата година Олмос сключва брак с пуерториканска актриса Лимари Надал.

## Любопитни факти
- От 1992 г. има звезда на Холивудската алея на славата.[3]
- През 1996 г. Олмос получава почетна титла Доктор по изящни изкуства от Калифорнийския университет във Фресно.[18]
- Астероидът 5608 Олмос е кръстен в чест на Едуард Джеймс Олмос.[19]
- През 2007 г. получава мексиканско гражданство.[1][2]

## Избрана филмография
- „Коджак“ (сериал, 1975)
- „Старски и Хъч“ (сериал, 1977)
- „Хавай 5 – 0“ (сериал, 1977)
- „Блейд Рънър“ (1982)
- „Маями Вайс“ (сериал, 1984 – 1990)
- „Триумф на духа“ (1989)
- „Горящият сезон“ (ТВ филм, 1994)
- „Селена“ (1997)
- „Докоснат от ангел“ (сериал, 1997 – 1998)
- „Бонано: Историята на един кръстник“ (ТВ филм, 1999)
- „Пътят към Елдорадо“ (2000) (глас)
- „Клюки“ (2000)
- „Западното крило“ (сериал, 1999 – 2000)
- „Американско семейство“ (сериал, 2002)
- „Бойна звезда: Галактика“ (минисериал, 2003)
- „Бойна звезда: Галактика“ (сериал, 2004 – 2009)
- „Бевърли Хилс Чиуауа“ (2008)
- „От местопрестъплението: Ню Йорк“ (сериал, 2010)
- „Декстър“ (сериал, 2011)
- „Еврика“ (сериал, 2011)
- „Два патлака“ (2013)
- „Агентите на ЩИТ“ (сериал, 2015)
- „Семейство Симпсън“ (сериал, 2015) (глас)
- „Блейд Рънър 2049“ (2017)
- „Тайната на Коко“ (2017) (глас)